# Ubisoft Paris
Ubisoft Paris — французская компания, специализирующаяся на разработке компьютерных игр; дочерняя компания Ubisoft, размещающаяся в Париже.
К разработкам компании относятся шутеры XIII и Red Steel, серии игр Tom Clancy’s Ghost Recon и Rayman, и др. Одной из последних разработок является игра Red Steel 2, продолжение первой части, которое вышло эксклюзивно для консоли Wii. В 2012 году состоялся релиз тактического шутера Tom Clancy's Ghost Recon: Future Soldier на всех ключевых платформах..

## Разработанные игры
- 1999 — Monaco Grand Prix (PlayStation)
- 2003 — RS3: Racing Simulation Three (PlayStation 2)
- 2003 — XIII (PC, GameCube, PlayStation 2)
- 2005 — 187 Ride or Die (Xbox)
- 2006 — Tom Clancy’s Ghost Recon Advanced Warfighter (версия для Xbox 360)
- 2006 — Red Steel (Wii)
- 2007 — Tom Clancy’s Ghost Recon Advanced Warfighter 2 (PC, Xbox 360, PlayStation 3, PSP)
- 2007 — Rayman Raving Rabbids 2 (ПК, Nintendo DS)
- 2008 — Imagine Figure Skater (Nintendo DS)
- 2008 — Rayman Raving Rabbids: TV Party (Wii, Nintendo DS)
- 2009 — Just Dance (Wii)
- 2009 — Red Steel 2 (Wii)
- 2010 — Michael Jackson: The Experience (Wii, PlayStation 3, Xbox 360, Nintendo DS, 3DS, iPad 2, PS Vita, PSP) (совместн. разработка с другими подразделениями)
- 2012 — Tom Clancy’s Ghost Recon: Future Soldier (ПК, PlayStation 3, Xbox 360)
- 2015 — Just Dance 2016 (Wii)
- 2016 — Just Dance 2017 (ПК, PlayStation 4, Xbox One, PlayStation 3, Xbox 360, Wii, Wii U, NX)
- 2017 — Tom Clancy’s Ghost Recon Wildlands (ПК, PlayStation 4, Xbox One)
- 2017 — Mario + Rabbids: Kingdom Battle (Switch)
- 2018 — Just Dance 2019 (Wii)
- 2019 — Tom Clancy’s Ghost Recon Breakpoint (ПК, PlayStation 4, Xbox One)
- 2019 — Just Dance 2020 (Wii)